# Trichloressigsäure
Die Trichloressigsäure (kurz TCA, vom englischen trichloroacetic acid) ist eine chlorierte organische chemische Verbindung aus der Gruppe der Carbonsäuren. Bei ihr sind die drei Wasserstoffatome der Methylgruppe vollständig durch Chloratome ersetzt (substituiert). Ihre Salze heißen Trichloracetate.

## Eigenschaften
Trichloressigsäure, Cl3CCOOH, ist mit einem pKs-Wert von 0,65 aufgrund des −I-Effekts eine wesentlich stärkere Säure als Essigsäure (pKs 4,75). Sie bildet farblose, stechend riechende Kristalle mit einem Schmelzpunkt von 59 °C und einem Siedepunkt von 196 °C. Außerdem ist Trichloressigsäure stark hygroskopisch.

## Verwendung
Trichloressigsäure dient in der Kosmetik zum Entfernen von Hornhaut („Peeling“). Trichloressigsäure ist als Inhaltsstoff für kosmetische Mittel im europäischen Raum jedoch verboten. Ihr Natriumsalz, das Natriumtrichloracetat, wurde als Herbizid eingesetzt. In der Europäischen Union und der Schweiz besteht keine Zulassung als Pflanzenschutzmittel mehr.
In der Medizin stellt TCA eine Behandlungsoption von Genitalwarzen dar. Hierzu wird eine 80–90%ige Lösung auf die Warzen aufgetragen und in Folge die überschüssige Säure mit Natron neutralisiert. In der Gynäkologie können Vorstufen von Gebärmutterhalskrebs mit TCA behandelt werden.
Auch wird etwa 40%ige Trichloressigsäure angewendet, um anderweitig unstillbares Nasenbluten zu stoppen, indem das entsprechende Blutgefäß verätzt wird. Ebenso verhindert sie präventiv das Aufreißen empfindlicher Gefäße der Nasenschleimhaut.
Darüber hinaus findet es im Zuge einer TCA-Fällung Anwendung als Fällungsmittel für Proteine aus einem Zellhomogenisat oder aus dem Kulturmedium (bei extrazellulären Proteinen).
In der Analytischen Chemie können mit Trichloressigsäure gut lösliche Metalle aus komplexen biologischen Proben wie Lebensmitteln oder Körpersäften ohne großen Aufwand separiert werden, so dass es keiner komplizierten, nasschemischen Oxidation der störenden organischen Matrix bedarf. Soll beispielsweise der Calciumgehalt von Milch oder der Eisengehalt in Blut bestimmt werden, wird das wässrige Probenmaterial mit einer TCA-Lösung im Verhältnis 1:1 gemischt und nach einer kurzen Extraktionszeit abzentrifugiert. Im Sediment befinden sich unlösliche Bestandteile wie denaturierte Proteine und Zellfragmente. Die überstehende Lösung kann direkt vermessen werden.

## Sicherheitshinweise
Die IARC stufte Trichloressigsäure im Jahr 2014 als möglicherweise krebserzeugend ein.